# The Voice Within
The Voice Within ist die fünfte und letzte Singleauskopplung von Christina Aguileras zweitem Studioalbum Stripped. Das Lied wurde Ende 2003 veröffentlicht und erreichte Platz 33 in den Billboard Hot 100, somit wurde das Lied Aguileras elfter Top 40 Hit in den USA. Des Weiteren erreichte das Lied Platz neun im Vereinigten Königreich, Platz drei in der Schweiz, Platz sieben in Österreich, Platz 13 in Deutschland und Platz acht in Australien. Das Lied wurde vor allem durch sein Schwarzweiß-Musikvideo bekannt.

## Hintergrund
The Voice Within wurde von Aguilera und Glen Ballard geschrieben und von Ballard produziert. Die Albumversion des Liedes endet fast eine halbe Minute früher und überblendet dies mit dem nächsten Lied I’m OK.
Die Originalversion des Liedes mit einer Länge von 4 Minuten und 26 Sekunden ist auf dem Kompilationsalbum Totally Hits 2004 enthalten.
Aguilera wollte The Voice Within nicht als fünfte Single veröffentlichen. Sie wollte stattdessen Impossible veröffentlichen, ein Lied, das ebenfalls auf dem Album Stripped enthalten ist und von Alicia Keys produziert wurde. Aguilera wollte sich mit dem Hip-Hop Lied weiter in der Hip-Hop-Szene festigen, dies vor allem durch die Rapperin Lil’ Kim, die auch an der Arbeit an diesem Album beteiligt war und den Rap für Can’t Hold Us Down beisteuerte. Aguileras Label RCA Records allerdings wollte während der Sommerzeit 2003 eine Ballade veröffentlichen, wie Beautiful zuvor, und entschied sich gegen Impossible.
Das Lied wurde für den gleichnamigen Film The Voice Within als Titelmelodie ausgewählt.

## Musikvideo
Die Regie zum Musikvideo führte David LaChapelle. Das Video wurde in einer einzigen Einstellung ohne Schnitt in Schwarzweiß gedreht. Das Video beginnt mit einer Nahaufnahme von Aguileras Gesicht, dann zoomt die Kamera auf und zeigt Aguilera im Unterkleid auf einer leeren Theaterbühne sitzend. In weiterer Folge läuft sie durch verschiedene Räume des Theaters und verlässt es schließlich. Am Ende legt sie sich auf eine Lichtbox. Die Kamera schwenkt dann auf den Nachthimmel. Das Musikvideo wurde in einem verlassenen Theater in Downtown Los Angeles gefilmt.
The Voice Within’ war Aguileras elftes Musikvideo auf TRL. Das Musikvideo erreichte in den TRL-Charts Platz 1. Das Musikvideo war 2004 für drei MTV Video Music Awards nominiert, in den Kategorien Bestes Weibliches Video, Viewer’s Choice und Beste Cinematografie.

## Awards
| Jahr | Zeremonie             | Award                   | Resultat  |
| ---- | --------------------- | ----------------------- | --------- |
| 2004 | MTV Video Music Award | Bestes Weibliches Video | Nominiert |
| 2004 | MTV Video Music Award | Viewer’s Choice         | Nominiert |
| 2004 | MTV Video Music Award | Beste Cinematografie    | Nominiert |

## Chartplatzierungen
| ChartsChartplatzierungen       | Höchstplatzierung | Wochen |
| ------------------------------ | ----------------- | ------ |
| Deutschland (GfK)              | 13 (11 Wo.)       | 11     |
| Österreich (Ö3)                | 7 (18 Wo.)        | 18     |
| Schweiz (IFPI)                 | 3 (16 Wo.)        | 16     |
| Vereinigtes Königreich (OCC)   | 9 (10 Wo.)        | 10     |
| Vereinigte Staaten (Billboard) | 33 (16 Wo.)       | 16     |